# اولیور هاوکینز
اولیور هاوکینز بازیکن فوتبال اهل بریتانیا است.
از باشگاه‌هایی که در آن بازی کرده‌است می‌توان به باشگاه فوتبال همل همپستید تاون، باشگاه فوتبال داگنم و ردبریج، باشگاه فوتبال نورث گرینفورد یونایتد، باشگاه فوتبال نورتوود، باشگاه فوتبال هارو بورو، و باشگاه فوتبال هیلینگدون بورو اشاره کرد.